# Aéroport de Castres-Mazamet
De luchthaven Castres-Mazamet (Frans: Aéroport de Castres-Mazamet) is een in 1990 geopende burgerluchthaven nabij de stad Castres in het departement Tarn, in de Franse regio Occitanie.